# Arceuthobium chinensis
Arceuthobium chinensis är en sandelträdsväxtart som beskrevs av Paul Lecomte. Arceuthobium chinensis ingår i släktet Arceuthobium och familjen sandelträdsväxter. Inga underarter finns listade i Catalogue of Life.